# Грешница (фильм)
«Грешница» — советский чёрно-белый художественный фильм 1962 года, снятый режиссёрами Фёдором Филипповым и Гавриилом Егиазаровым на киностудии «Мосфильм».
По мотивам одноимённой повести Николая Евдокимова.
Премьера фильма состоялась 15 ноября 1962 года. В СССР фильм посмотрели 23,8 млн зрителей.

## Сюжет
Ксения, живущая в религиозной общине, встречает настоящую любовь в лице шофёра Алексея, несмотря на «посланного ей Богом» жениха Михаила. Под влиянием пророчества общины, она вынуждена выйти замуж за Михаила, но не может забыть свои чувства к Алексею. Она пытается спастись от греха и убегает из дома, исходя из надежды на новую жизнь.

## В ролях
- Ия Саввина — Ксения
- Николай Довженко — Алексей
- Александра Панова — мать Ксении
- Даниил Ильченко — Афанасий Сергеевич
- Константин Желдин — Михаил
- Виктор Чекмарёв — брат Василий
- Ольга Маркина — Ефросинья
- Антонина Богданова — тётя Дуня
- Алевтина Румянцева — Зина
- Нина Белобородова — Валя
- Владимир Заманский — Иван Филиппович

## Съёмочная группа
- Режиссёры: Фёдор Филиппов, Гавриил Егиазаров
- Сценарист: Николай Евдокимов
- Оператор: Гавриил Егиазаров
- Композитор: Владимир Бунин
- Художник: Стален Волков

## Интересные факты
На роль партийного работника в фильме был заявлен Владимир Высоцкий. По сюжету его персонаж должен был наставлять главную героиню и отчитывать её за поведение. Однако в окончательную версию фильма эта сцена не вошла - создатели картины решили её вырезать. При этом, хотя самого актёра на экране увидеть невозможно, фамилия Высоцкого по какой-то причине осталась в титрах.

## Отношение к религии
Судя по косвенным признакам, община, о которой идет речь в фильме, относится к пятидесятникам.
"Тесновато у нас, не серчай - Василь Тимофеевич и пророчица приехали"